# Fuerte del Rey
Fuerte del Rey es un municipio español situado en la Comarca Metropolitana de Jaén de la provincia de Jaén, Andalucía, a 15 km al noroeste de la capital, Jaén. Está situado a 432 m s. n. m. y su término municipal se extiende por 34,43 km². Cuenta con una población de 1342 habitantes (INE 2024).

## Geografía
Su término municipal tiene una extensión de 34,43 km². Limita por el oeste con el término de Torredelcampo, al sur con Jaén y parte del este. Por el norte y el resto del lado este limita con los municipios de Lahiguera, Villanueva de la Reina y Cazalilla. Su altitud es de 432 m s. n. m. siendo su gentilicio: fuerterreño. 
Está atravesado por la carretera provincial A-311 que une la ciudad de Jaén (distante a 15 km) con la de Andújar (a 27 km). Es uno de los pocos municipios de la provincia que solamente tiene un núcleo de población.
Pertenece al Área Metropolitana de Jaén que es una aglomeración urbana formada por 14 municipios de la provincia.

## Geografía humana

### Demografía
Cuenta con una población de 1342 habitantes (INE 2024).
| Gráfica de evolución demográfica de Fuerte del Rey entre 1842 y 2021                                                  |
| |
| Población de derecho según los censos de población del INE. Población de hecho según los censos de población del INE. |

De los diferentes censos de población habidos desde 1842 se desprende que los habitantes del municipio fueron creciendo hasta ser casi tres mil en 1950, momento en el que empezaron a decrecer de forma notable debido a la fuerte emigración producida llegando a perder casi las dos terceras partes de su población.

## Economía

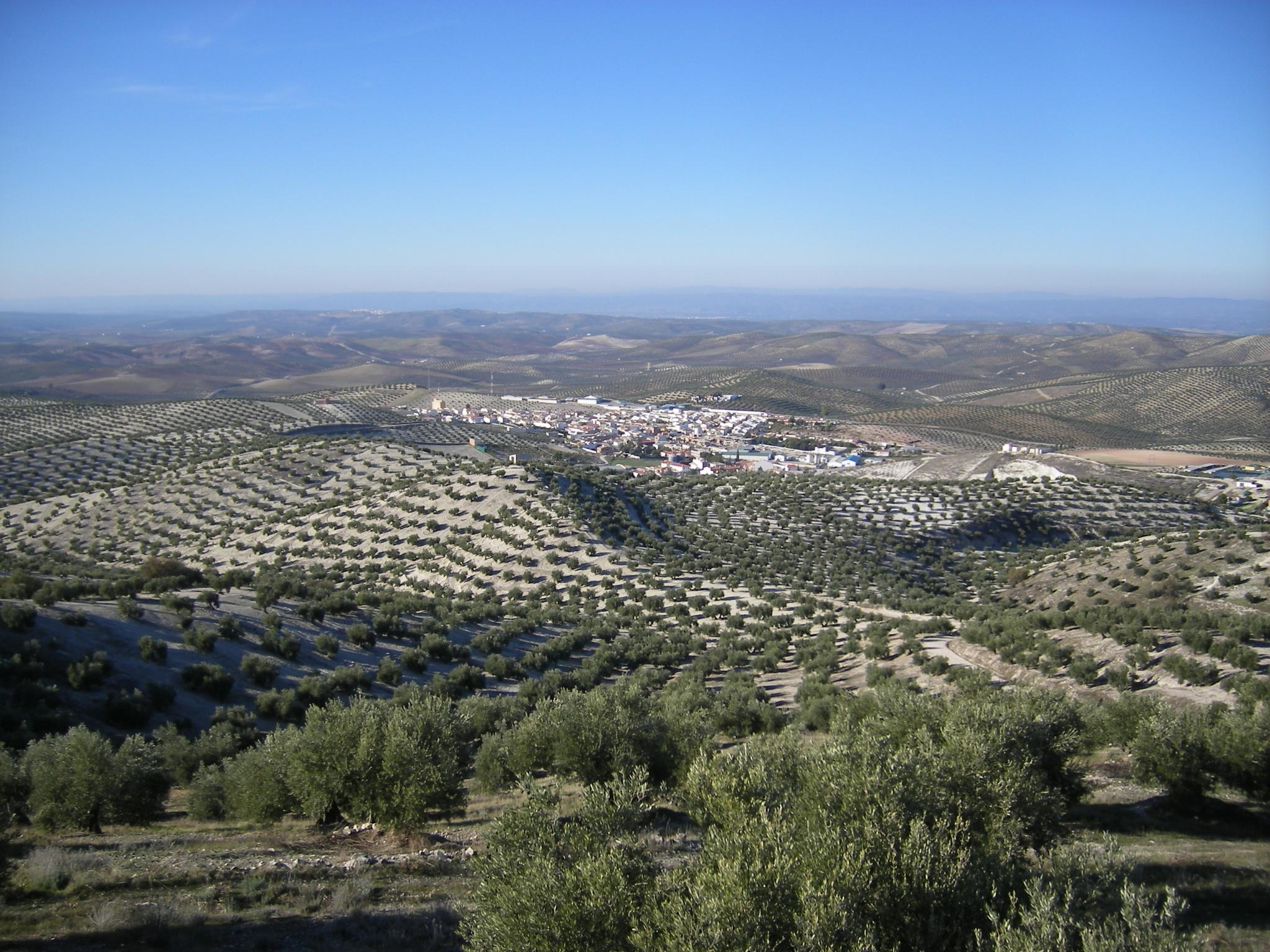
Olivares alrededor del pueblo de Fuerte del Rey

Fuerte del Rey es un municipio eminentemente agrícola con una gran extensión de su territorio plantada de olivos que ha venido incrementándose en los últimos años en detrimento de los terrenos dedicados a los cereales debido a los bajos precios que éstos han tenido. El regadío tiene muy poca extensión (unas 100 ha) ya que por su término no discurre ningún curso de agua permanente ni hay cerca acuíferos que se puedan explotar. No obstante, la comunidad de regantes, integrada por agricultores de 5 municipios colindantes ha conseguido que se le apruebe un proyecto de ampliación de la superficie regable para 4000 ha, parte de las cuales se radicarán en el término de Fuerte del Rey.
El agua potable para la población se trae desde muchos kilómetros, del Consorcio de Aguas formado por el pantano de Quiebrajano y el río Víboras que también abastece a otros 23 núcleos de población entre los que se incluye Jaén capital, afectando a unos 200 000 habitantes. Se espera que la puesta en funcionamiento del embalse sobre el río Víboras, en el municipio de Martos, dé solución a gran parte de los problemas de abastecimiento que sufre Fuerte del Rey en especial durante los veranos y ciclos de sequía.
La construcción está experimentando un gran incremento en los últimos años siendo uno de los cinco municipios de la provincia que prevén duplicar su censo de viviendas aprovechando la revisión de sus planes de ordenación urbana. Hasta ahora, solo cuatro de los 97 municipios de Jaén han completado la adaptación de sus planeamientos la Ley de Ordenación Urbanística de Andalucía. En Fuerte del Rey está previsto que en el próximo quinquenio se pueda duplicar su actual parque de viviendas, cifrado en unas 500, ya que, en las cinco unidades de ejecución previstas en el nuevo plan urbano, se contempla la ampliación del casco urbano y favorecer la construcción, por la iniciativa privada, de viviendas a mitad de precio que en la capital jiennense.
Las industrias de transformados metálicos, aperos agrícolas y maquinaria auxiliar oleícola también tienen cierta importancia a nivel local por el empleo que generan. 
La caza menor es abundante, en especial la del conejo, la liebre y la perdiz, aunque últimamente hay menos debido al aumento de los cazadores, las enfermedades, el cambio de cultivo de cereal a olivar y la desaparición de terrenos baldíos.

## Organización político-administrativa

### Elecciones municipales
| Elecciones municipales desde 1979                      |      |      |      |      |      |      |      |      |      |      |      |      |
|                                                        | 1979 | 1983 | 1987 | 1991 | 1995 | 1999 | 2003 | 2007 | 2011 | 2015 | 2019 | 2023 |
| PSOE                                                   | -    | 6    | 5    | 6    | 5    | 4    | 4    | 4    | 6    | 5    | 5    | 4    |
| AP/PP                                                  | -    | 3    | -    | 3    | 3    | 5    | 5    | 5    | 3    | 4    | 2    | 3    |
| PCE/IU/PFR                                             | 4    | 0    | -    | -    | 1    | -    | -    | 0    | -    | 0    | -    | 2    |
| C's                                                    | -    | -    | -    | -    | -    | -    | -    | -    | -    | -    | 2    | -    |
| AEIFDR                                                 | -    | -    | 4    | -    | -    | -    | -    | -    | -    | -    | -    | -    |
| PA                                                     | -    | -    | -    | -    | -    | -    | -    | -    | -    | -    | -    | -    |
| UCD                                                    | 5    | -    | -    | -    | -    | -    | -    | -    | -    | -    | -    | -    |
| ORT                                                    | 0    | -    | -    | -    | -    | -    | -    | -    | -    | -    | -    | -    |
| PTA                                                    | 0    | -    | -    | -    | -    | -    | -    | -    | -    | -    | -    | -    |
| En negrilla el partido más votado                      |      |      |      |      |      |      |      |      |      |      |      |      |
| Fuente: Datos de las elecciones municipales desde 1979 |      |      |      |      |      |      |      |      |      |      |      |      |

### Alcaldía
| Periodo   | Nombre                      | Partido                           |
| --------- | --------------------------- | --------------------------------- |
| 1979-1983 | Pedro Pulido Puerta         |                                   |
| 1983-1987 | Esteban Cara Bueno          |                                   |
| 1987-1991 | Esteban Cara Bueno          |                                   |
| 1991-1995 | Esteban Cara Bueno          |                                   |
| 1995-1999 | Esteban Cara Bueno          |                                   |
| 1999-2003 | Juan Antonio Galán Arroyo   | Logo del PP desde 1993 hasta 2001 |
| 2003-2007 | Juan Antonio Galán Arroyo   |                                   |
| 2007-2011 | Juan Antonio Galán Arroyo   | Logo del PP desde 2008 hasta 2015 |
| 2011-2015 | José Luis Murillo Fernández |                                   |
| 2015-2019 | Manuel Melguizo Arroyo      |                                   |
| 2019-2023 | Manuel Melguizo Arroyo      |                                   |
| 2023-act. | Antonio Montoro Montoro     |                                   |

## Fiestas y costumbres
Desde 1883 los festejos patronales en honor de la Virgen del Rosario se celebraban el 7 de octubre que es el día de su onomástica. Sin embargo, como en esa fecha ya habían acabado sus vacaciones los estudiantes y quienes habían emigrado y como algunos años también se deslucían por las lluvias, las fiestas se pasaron al tercer fin de semana del mes de agosto. El domingo se procesiona a la imagen de la Virgen; desfile que destaca por las salves (motetes de primero de siglo compuestos por Francisco de Paula Agüera) que se cantan a la advocación mariana durante las dos horas que dura la procesión. Antiguamente existía la costumbre de que la banda de música fuese tocando las salves a petición de los vecinos que pagasen la cantidad estipulada. Bien porque había promesas de por medio o por el amor a la Virgen o porque se quería demostrar la riqueza, en ocasiones algunos vecinos encargaban que los músicos tocasen frente a sus casas un gran número de salves lo que provocaba que la procesión se hiciese interminable y que los músicos acabasen agotados.
También se ha venido celebrando la festividad de San Antón (17 de enero) con el encendido de hogueras, hechas con el ramón, las támaras y los troncos de los olivos ya podados, alrededor de las que se juega a la rueda saltándose cuando disminuyen las llamas.
En la Semana Santa se desarrollan varias procesiones destacando la del Domingo de Resurrección por las reverencias que son unos saludos que se intercambian las imágenes de la Virgen y el Cristo Resucitado hasta acabar con un beso que es muy aplaudido por los asistentes.
Existe la cofradía de la Virgen de la Cabeza (con ermita propia en el cerro de la Horca) que el último domingo de abril de cada año acude en romería al Santuario ubicado en sierra de Andújar. Es una curiosa costumbre el revoloteo de unas grandes banderas al son de tambores en la plaza del pueblo.
Otra costumbre típica es el Arremate. El nombre deriva del sinónimo de terminar= rematar. Es una celebración con motivo del final de la recolección de la aceituna de cada cuadrilla contratada por el mismo patrón. El dueño del olivar invita a los aceituneros que han trabajado en la recolección de sus olivos y a sus familiares a una comida colectiva en el campo durante la que se canta coplas y se realizan algunos bailes típicos.
En su gastronomía el aceite de oliva virgen extra del lugar es el ingrediente fundamental de muchos de sus platos típicos como el ajoblanco, el hoyo (pan y aceite) o los picatostes con vino. También se pueden citar las migas cortijeras, el salpicón y los embutidos de la matanza del cerdo.